# Pokrovsk
|  | Aquest article tracta sobre la població ucraïnesa. Vegeu-ne altres significats a «Pokrovsk (Sakhà)». |

Pokrovsk (en ucraïnès: Покровськ i rus: Покровск, anteriorment en ucraïnès: Гришине, Hrixine, en rus: Гришино, Grixino) és una ciutat de l'óblast de Donetsk a Ucraïna. El maig de 2016 el nom oficial de la ciutat va canviar de Krasnoarmisk per l'actual Pokrovsk.

## Història
La ciutat va ser fundada en 1875 per la decisió del Ministeri de Ferrocarrils de l'Imperi Rus amb el nom de Gríxino (ucraïnès: Гришино; rus: Гришино). Formava part de la província Bakhmutski, Gubèrnia de Iekaterinoslav. Gríxino va ser construït i els terrenys adquirits per a la construcció de l'estació de tren. Llavors tenia aproximadament 2.000 habitants.
Amb el desenvolupament de l'estació de ferrocarril va créixer Gríxino, es van fundar noves empreses i especialment l'explotació de mines de carbó. En 1913, la població de l'estació s'havia duplicat i ascendia a 4.465 persones.
Havent sobreviscut la Primera Guerra Mundial i la Guerra Civil Russa, en l'època soviètica Gríxino va començar a prendre impuls i des de 1925 van treballar a plena capacitat el taller de locomotores, la construcció d'habitatges i sis mines. El 1934 se li va donar al poblat el nom de Póstixevo en honor de Pavel Póstixev, però el 1938 se li va canviar a Krasnoarmisk (Exèrcit roig) quan aquest polític va ser reprimit a la Gran Purga.
La ciutat va ser ocupada per les tropes de l'exèrcit alemany entre el 21 d'octubre de 1941 i l'11 de febrer de 1943. Durant la Segona Guerra Mundial, més de mil habitants de la ciutat i 8.295 soldats (sobretot presos de la població local) van morir a Krasnoarmisk lluitant contra els forces de l'Eix. Altres 4.788 persones nascudes a Krasnoarmisk van morir al front, en altres camps de batalla, a les mans dels invasors nazis.
En la dècada de 1950, es va desenvolupar ràpidament la construcció industrial i residencial i va reviure la vida cultural de la ciutat. El 1959 va ser inaugurada la facultat tècnica de l'Institut de Mineria de Dnipropetrovsk. Els anys finals de la dècada de 1960 i els primers de la dècada de 1970 es van construir grans plantes de làctics i de processament de carn i va començar la construcció d'una nova mina.

## Economia
Pokrovsk segueix sent una ciutat industrial. Hi ha cinc plantes d'enginyeria, dues empreses productores de materials de construcció, fàbriques de roba, fleques, làctics i fàbriques de saboritzants per a aliments amb productes que són coneguts per la seva alta qualitat més enllà de la regió. Com abans, les companyies de ferrocarrils juguen un important paper perquè segueix sent un important centre de transport. La prioritat és encara la indústria del carbó.

## Demografia

### Llengua materna
Segons el cens 2001 dels 69.154 habitants censats, el 59,84% parlava rus com a llengua materna i el 39,39% ucraïnès.

### Nacionalitat
La composició de la població de la ciutat, per nacionalitat, és segons dades del Cens de 2001:
| nacionalitat | població | percentatge |
| ------------ | -------- | ----------- |
| ucraïnesa    | 62 158   | 75,0        |
| russa        | 18 299   | 22,1        |
| belarussa    | 558      | 0,7         |
| armènia      | 307      | 0,4         |
| àzeri        | 215      | 0,3         |